# Pilodiplosis helianthibulla
Pilodiplosis helianthibulla är en tvåvingeart som först beskrevs av Walsh 1866.  Pilodiplosis helianthibulla ingår i släktet Pilodiplosis och familjen gallmyggor.
Artens utbredningsområde är Illinois. Inga underarter finns listade i Catalogue of Life.